# Weltcupfinale 2014 (Spring- und Dressurreiten)
| Weltcupfinale 2014   | Weltcupfinale 2014                                                      |
| -------------------- | ----------------------------------------------------------------------- |
| Turnierserien:       | FEI-Weltcup Dressurreiten 2013/2014, FEI-Weltcup Springreiten 2013/2014 |
| Austragungsort:      | Eurexpo, Lyon, Frankreich                                               |
| Teilnehmende Reiter: | 17 Dressurreiter; 40 Springreiter (ohne Rahmenprüfungen)                |
| Internet:            | www.feiworldcupfinals-lyon.com                                          |

Das Weltcupfinale 2014 im Spring- und Dressurreiten war das Finale der Weltcupserien in zwei Pferdesportdisziplinen. Es wurde vom 17. April bis zum 21. April 2014 in der Eurexpo in Lyon durchgeführt.

## Pferdesport in Lyon
Das alljährlich Ende Oktober / Anfang November stattfindende Hallen-Reitturnier Equita' Lyon ist seit 2006 als CSI 5*-Turnier ausgeschrieben. Zwei Jahre später wurde das Turnier um international ausgeschriebene Dressurprüfungen (CDI 5*) erweitert. Seit dem Turnier des Jahres 2009 finden hier Weltcupprüfungen der Westeuropaligen im Spring- und im Dressurreiten statt, im selben Jahr wurde das Turnierprogramm zudem um internationale Reining-Prüfungen erweitert.
Vom 30. Oktober bis zum 3. November 2013 wurde Equita' Lyon abweichend als CSI 5*-, CDI 4*- und CRI 3*-A-Turnier ausgetragen. Im April 2014 wurde im Lyon nun erstmals das Weltcupfinale im Dressurreiten und im Springreiten durchgeführt.

## Preisgeld
Das Weltcupfinale in Lyon war das höchstdotierte Weltcupfinale seit Einführung der Weltcups im Pferdesport. Insgesamt belief sich das Preisgeld des Turniers auf über 1,7 Millionen Euro.
Beim Finale Springreiter, dessen Titelsponsor erstmals Longines (an Stelle von Rolex in den Vorjahren) war, war mit rund 1,3 Millionen Euro dotiert, zudem konnten die Springreiter weitere 218.000 Euro in den CSI 2* und 3*-Rahmenprüfungen gewinnen. Das Preisgeld der Finalprüfungen der von der Modedesignerin Reem Acra gesponserten Dressur-Weltcupserie betrug (unverändert zum Vorjahr) 250.000 Euro.

## Dressurreiten

### Qualifizierte Teilnehmer
| Weltcupliga                                   | Anzahl der Reiter, die sich aus dieser Liga für das Weltcupfinale qualifizieren | qualifizierte Teilnehmer |
| --------------------------------------------- | ------------------------------------------------------------------------------- | --- |
| Zentraleuropaliga                             | 2                                                                               | Tatjana Dorofeewa (Absage) Kazjaryna Wartschenia (Absage, damit weitere Wildcard) Inessa Merkulowa (Nachrückerin)                                                                                                |
| Nordamerikanische Liga                        | 2                                                                               | Tina Konyot Cesar Parra |
| Pazifische Liga                               | 1                                                                               | Mary Hanna |
| Westeuropaliga                                | 9                                                                               | Tinne Vilhelmson Silfvén Edward Gal Isabell Werth Jessica von Bredow-Werndl Anna Kasprzak (Absage, damit weitere Wildcard) Hans Peter Minderhoud Nanna Skodborg Merrald Marcela Krinke Susmelj Danielle Heijkoop |
| Teilnehmer aus dem Bereich Asien / Südamerika | 1                                                                               | Kim Dong-seon |
| Wildcards der FEI                             | 2                                                                               | Lars Petersen (Zusatzreiter aus der Nordamerikanischen Liga, Absage) Mikala Münter Gundersen (Zusatzreiterin aus der Nordamerikanischen Liga) Charlotte Dujardin Marc Boblet Jelena Sidnewa                      |
| Weltcupsieger 2012/2013                       | 1                                                                               | Helen Langehanenberg |

### Ablauf und Ergebnisse

#### Grand Prix
Am Nachmittag des Karsamstags (19. April) wurde der Grand Prix ausgetragen. Hierbei handelte es sich um die Einlaufprüfung des Weltcupfinals, diese war jedoch für alle teilnehmenden Dressurreiter verpflichtend.
In der Prüfung waren nur 17 Reiter am Start: die dänische Reiterin Nanna Skodborg Merrald musste das Weltcupfinale bereits vor der ersten Prüfung beenden, da ihr Pferd Millibar die veterinärmedizinische Untersuchung nicht bestand.
Wie erwartet siegten im Grand Prix Charlotte Dujardin und Valegro. Mit einem Ergebnis von 87,129 Prozent übertrafen sie ihren bisherigen Weltrekord von 85,942 Prozent nochmals deutlich.
Ergebnis:
|   | Reiter                   | Pferd          | Bewertung |
| - | ------------------------ | -------------- | --------- |
| 1 | Charlotte Dujardin       | Valegro        | 87,129 %  |
| 2 | Helen Langehanenberg     | Damon Hill NRW | 83,343 %  |
| 3 | Edward Gal               | Undercover     | 79,957 %  |
| 4 | Tinne Vilhelmson Silfvén | Don Auriello   | 75,086 %  |
| 5 | Isabell Werth            | El Santo NRW   | 74,186 %  |

(beste 5 von 17 Teilnehmern)

#### Grand Prix Kür (Finale)
Einen Tag nach dem Grand Prix, am Nachmittag des 20. Aprils, wurde die Grand Prix Kür ausgetragen. Bei dieser Prüfung handelte es sich um die Finalprüfung des Dressur-Weltcupfinals.
Ergebnis:
|    | Reiter                    | Pferd          | Bewertung |
| -- | ------------------------- | -------------- | --------- |
| 1  | Charlotte Dujardin        | Valegro        | 92,179 %  |
| 2  | Helen Langehanenberg      | Damon Hill NRW | 87,339 %  |
| 3  | Edward Gal                | Undercover     | 83,696 %  |
| 4  | Tinne Vilhelmson Silfvén  | Don Auriello   | 80,946 %  |
| 5  | Isabell Werth             | El Santo NRW   | 79,089 %  |
| 6  | Danielle Heijkoop         | Siro           | 77,946 %  |
| 7  | Jessica von Bredow-Werndl | Unee BB        | 77,768 %  |
| 8  | Hans Peter Minderhoud     | Johnson        | 77,625 %  |
| 9  | Marc Boblet               | Noble Dream    | 74,875 %  |
| 10 | Inessa Merkulowa          | Mister X       | 73,786 %  |
| 11 | Mikala Münter Gundersen   | My Lady        | 72,250 %  |
| 12 | Tina Konyot               | Calecto V      | 71,929 %  |
| 13 | Jelena Sidnewa            | Romeo-Star     | 71,018 %  |
| 14 | Marcela Krinke Susmelj    | Lazander       | 69,857 %  |
| 15 | Mary Hanna                | Sancette       | 69,821 %  |
| 16 | Cesar Parra               | Van The Man    | 68,429 %  |
| 17 | Kim Dong-seon             | Bukowski       | 68,089 %  |

## Springreiten
Den Mittelpunkt des Programms der Springreiter bilden die drei Wertungsprüfungen des Weltcupfinals. Zudem findet ein Rahmenturnier statt, das als CSI 3* und als CSI 2* ausgeschrieben ist. Höhepunkt des Rahmenturniers ist der Große Preis der Airbus Group am Samstagabend.

### Qualifizierte Teilnehmer (Weltcup)
| Weltcupliga                                         | Anzahl der Reiter, die sich aus dieser Liga für das Weltcupfinale qualifizieren                                       | qualifizierte Teilnehmer |
| --------------------------------------------------- | --- | --- |
| Arabische Liga                                      | 3 | Abdelkebir Ouaddar Hamad Ali Mohamed Al Attiyah Abdullah Sharbatly |
| Kaukasusliga                                        | 1 | Camal Rəhimov |
| Zentralasiatische Liga                              | 1 | Umid Kamilow (Absage) |
| Chinesische Liga                                    | 1 | Tongyan Liu (Absage) |
| Zentraleuropaliga                                   | 3 | Aleš Opatrný (Absage) Andrius Petrovas Kristaps Neretnieks Natalia Simonia (Nachrückerin) |
| Japanliga                                           | 1 | Tae Satō (Absage) |
| Nordamerikanische Liga                              | 2 Kanadier | Chad Bretton (Absage) Elizabeth Gingras (Absage) |
| Nordamerikanische Liga                              | 2 Mexikaner | Enrique González (Absage) Patricio Pasquel (Absage) |
| Nordamerikanische Liga                              | 10 US-Amerikaner | Leslie Burr-Howard Ashlee Bond-Clarke Kirsten Coe (Absage) Saer Coulter Katherine Dinan Kent Farrington Brianne Goutal (Absage) Charlie Jayne Mandy Porter (Absage) McLain Ward Charlie Jacobs (Nachrücker) Jenni Martin-McAllister (Nachrückerin) |
| Nordamerikanische Liga                              | Nayel Nassar ° Richie Moloney (Absage) ° Conor Swail °(Absage) Ljubow Kochetowa °(Absage) Andrés Rodríguez ° (Absage) | |
| Pazifische Liga                                     | 2 Australier | Jamie Kermond Billy Raymont (Absage) |
| Pazifische Liga                                     | 1 Neuseeländer | Samantha McIntosh (Absage) |
| Südafrikaliga                                       | 1 | Jeanne Engela (Absage) |
| Mittelamerikanische und Karibische Liga             | 1 | Manuel Espinosa Pla (Absage) |
| nördliche Südamerikanische Liga                     | 1 | Juan Manuel Gallego (Absage) |
| südliche Südamerikanische Liga                      | 2 | Yuri Mansur Guerios Cesar Almeida (Absage) |
| Südostasiatische Liga                               | 1 | Kurniadi Katompo (Absage) |
| Westeuropaliga                                      | 18 | Marcus Ehning Scott Brash Pius Schwizer Patrice Delaveau Maikel van der Vleuten Ben Maher (Absage) Edwina Tops-Alexander ° Steve Guerdat Kevin Staut Daniel Deußer Roger-Yves Bost (Absage) Billy Twomey Luciana Diniz Joe Clee (Absage) Lars Nieberg Nicola Philippaerts Tim Gredley (Absage) Lucy Davis ° Christian Ahlmann François Mathy Jr Malin Baryard-Johnsson (Nachrücker) Simon Delestre (Nachrücker) Michael Whitaker (Nachrücker) Ludger Beerbaum (Nachrücker) |
| Sonderstartplatz für Teilnehmer des Gastgeberlandes | 1 | nicht zutreffend, da französische Reiter für das Weltcupfinale qualifiziert sind |
| Weltcupsieger 2012/2013                             | 1 | Beezie Madden |

° Zusatzreiter: Soweit ein Reiter seinen Wohnsitz in einem anderen Staat als seinem Heimatland hat, kann er in der Liga dieses Landes teilnehmen und wird zunächst auch für diese Liga gewertet. Soweit er sich anhand des Reglements dieser Liga für das Weltcupfinale qualifiziert, zählt er als zusätzlicher Teilnehmer nicht für die (begrenzte) Startplatzanzahl dieser Liga.

### Ablauf und Ergebnisse

#### Weltcup

##### 1. Teilprüfung
Am Abend des Karfreitags (18. April), ab 20 Uhr, fand die erste Teilprüfung des Weltcupfinales der Springreiter statt. Die Teilnehmer traten hierbei in einer Zeitspringprüfung an. Das Ergebnis wird, wie im Artikel FEI-Weltcup Springreiten erläutert, in Strafpunkte umgerechnet.
Ergebnis:
|    | Reiter                 | Pferd                | Zeit                              | Punkte (Gesamtwertung) |
| -- | ---------------------- | -------------------- | --------------------------------- | ---------------------- |
| 1  | Pius Schwizer          | Quidam du Vivier     | 63,37 s + 0 Strafsekunden = 63,37 | 41                     |
| 2  | Patrice Delaveau       | Lacrimoso            | 63,67 s + 0 Strafsekunden = 63,67 | 39                     |
| 3  | Ludger Beerbaum        | Chaman               | 65,54 s + 0 Strafsekunden = 65,54 | 38                     |
| 4  | Steve Guerdat          | Nino des Buissonnets | 66,06 s + 0 Strafsekunden = 66,06 | 37                     |
| 5  | Abdelkebir Ouaddar     | Quickly de Kreisker  | 62,40 s + 4 Strafsekunden = 66,40 | 36                     |
| 6  | Daniel Deußer          | Cornet d'Amour       | 66,69 s + 0 Strafsekunden = 66,69 | 35                     |
| 7  | Maikel van der Vleuten | Verdi                | 66,92 s + 0 Strafsekunden = 66,92 | 34                     |
| 8  | Billy Twomey           | Tinka's Serenade     | 67,25 s + 0 Strafsekunden = 67,25 | 33                     |
| 9  | Christian Ahlmann      | Aragon Z             | 67,65 s + 0 Strafsekunden = 67,65 | 32                     |
| 10 | Marcus Ehning          | Cornado NRW          | 68,13 s + 4 Strafsekunden = 68,13 | 31                     |

(beste 10 von 40 Teilnehmern)

##### 2. Teilprüfung
Am 19. April, ebenfalls ab 20 Uhr, wurde die zweite Prüfung des Weltcupfinals durchgeführt. Hierbei handelte es sich um eine Springprüfung mit einmaligem Stechen.
In der ersten Wertungsprüfung war Andrius Petrovas ausgeschieden, Abdullah Sharbatly ging nach seinem 39. Platz in der ersten Prüfung nicht mehr an den Start. Damit waren in der zweiten Teilprüfung nur noch 38 Pferd-Reiter-Paare am Start.
Nach den ersten drei Ritten der Prüfung kam es zu Unstimmigkeiten zwischen dem Parcoursbauer Frank Rothenberger und den Richtern, ob die erlaubte Zeit herabgesetzt werden solle. Die Richter entschieden sich dagegen, aufgrund der guten Bedingungen und des starken Starterfeldes kam es zu einer hohen Zahl fehlerfreier Ritte: im Normalumlauf blieben 21 Starterpaare fehlerfrei, von denen elf im Stechen nochmals ohne Fehler blieben.
Nach den ersten beiden Teilprüfungen werden die erreichten Punkte der Teilnehmer zusammengerechnet. Anschließend werden diese Wertungspunkte in Fehlerpunkte umgerechnet.
Ergebnis:
|               | Reiter                 | Pferd                | 1. Umlauf | 1. Umlauf     | Stechen  | Stechen | Punkte (Gesamtwertung) |
| Straf- punkte | Reiter                 | Pferd                | Zeit (s)  | Straf- punkte | Zeit (s) |         | Punkte (Gesamtwertung) |
| ------------- | ---------------------- | -------------------- | --------- | ------------- | -------- | ------- | ---------------------- |
| 1             | Kent Farrington        | Voyeur               | 0         | -             | 0        | 39.69   | 41                     |
| 2             | Steve Guerdat          | Nino des Buissonnets | 0         | -             | 0        | 40,29   | 39                     |
| 3             | Beezie Madden          | Simon                | 0         | -             | 0        | 40,35   | 38                     |
| 4             | Daniel Deußer          | Cornet d'Amour       | 0         | -             | 0        | 40,61   | 37                     |
| 5             | Patrice Delaveau       | Lacrimoso            | 0         | -             | 0        | 41,66   | 36                     |
| 6             | Scott Brash            | Ursula XII           | 0         | -             | 0        | 42,16   | 35                     |
| 7             | Charlie Jayne          | Chill R Z            | 0         | -             | 0        | 42,52   | 34                     |
| 8             | Christian Ahlmann      | Aragon Z             | 0         | -             | 0        | 42,93   | 33                     |
| 9             | Marcus Ehning          | Cornado NRW          | 0         | -             | 0        | 43,66   | 32                     |
| 10            | Maikel van der Vleuten | Verdi                | 0         | -             | 0        | 43,74   | 31                     |

(beste 10 von 38 Teilnehmern)

##### 3. Teilprüfung
Den Abschluss des Springreiter-Weltcupfinals bildete die dritte Teilprüfung, eine Springprüfung mit zwei unterschiedlichen Umläufen. Die Prüfung fand am Ostermontag (21. April) ab 14 Uhr statt. Sie wurde nicht gegen die Zeit geritten, eine erlaubte Zeit war jedoch vorgesehen.
In der Zwischenwertung lagen vor der dritten Teilprüfung Steve Guerdat und Patrice Delaveau gleichauf auf dem ersten Rang. Am Morgen vor der Prüfung ging jedoch Delaveaus Wallach Lacrimoso lahm, so dass für ihn eine weitere Teilnahme nicht in Betracht kam.
Am ersten Umlauf dieser am Sonntagnachmittag ausgetragenen Prüfung durften nur noch die 30 bestplatzierten Reiter aus den ersten zwei Teilprüfungen teilnehmen, für den zweiten Umlauf qualifizierten sich dann die besten 20 Starterpaare des ersten Umlaufs. Steve Guerdat musste in beiden Umläufen der Prüfung je vier Strafpunkte hinnehmen und rutschte damit auf den fünften Rang der Gesamtwertung ab. Dem bisher Zweitplatzierten Daniel Deußer gelangen mit seinem Hengst Cornet D'Amour zwei weitere fehlerfreie Runden, was ihm den Weltcupfinalsieg einbrachte. Mit ebenfalls zwei Nullrunden sicherte sich Ludger Beerbaum (der sich als letzter Nachrücker überhaupt für das Weltcupfinale qualifiziert hatte) den zweiten Platz der Finalwertung.
Ergebnis:
|               | Reiter                 | Pferd          | 1. Umlauf     | 2. Umlauf     | Gesamt |
| Straf- punkte | Reiter                 | Pferd          | Straf- punkte | Straf- punkte |        |
| ------------- | ---------------------- | -------------- | ------------- | ------------- | ------ |
| 1             | Daniel Deußer          | Cornet d'Amour | 0             | 0             | 4      |
| 1             | Ludger Beerbaum        | Chiara         | 0             | 0             | 0      |
| 1             | Scott Brash            | Ursula XII     | 0             | 0             | 0      |
| 1             | Marcus Ehning          | Cornado NRW    | 0             | 0             | 0      |
| 5             | McLain Ward            | Rothchild      | 0             | 4             | 4      |
| 5             | Lucy Davis             | Barron         | 4             | 0             | 4      |
| 7             | Maikel van der Vleuten | Verdi          | 1             | 4             | 5      |

(beste 7 von 27 Teilnehmern)

##### Endstand
|        | Reiter                       | Pferd/ Pferde                     | 1. Prüfung | 2. Prüfung    | Punkte aus Prüfung 1 und 2 | Punkte, umgerechnet in Strafpunkte | 3. Prüfung    | 3. Prüfung  | Straf- punkte |
| Punkte | Reiter                       | Pferd/ Pferde                     | Punkte     | Straf- punkte | Punkte aus Prüfung 1 und 2 | Punkte, umgerechnet in Strafpunkte | Straf- punkte |             | Straf- punkte |
| ------ | ---------------------------- | --------------------------------- | ---------- | ------------- | -------------------------- | ---------------------------------- | ------------- | ----------- | ------------- |
| 1      | Daniel Deußer                | Cornet d'Amour                    | 35         | 37            | 72                         | 2                                  | 0             | 0           | 2             |
| 2      | Ludger Beerbaum              | Chaman und Chiara                 | 38         | 29            | 67                         | 4                                  | 0             | 0           | 4             |
| 3      | Scott Brash                  | Ursula XII                        | 30         | 35            | 65                         | 5                                  | 0             | 0           | 5             |
| 4      | Marcus Ehning                | Cornado NRW                       | 31         | 32            | 63                         | 6                                  | 0             | 0           | 6             |
| 5      | Steve Guerdat                | Nino des Buissonnets              | 37         | 39            | 76                         | 0                                  | 4             | 4           | 8             |
| 6      | Maikel van der Vleuten       | Verdi                             | 34         | 31            | 65                         | 5                                  | 1             | 4           | 10            |
| 7      | Beezie Madden                | Simon                             | 29         | 38            | 67                         | 4                                  | 4             | 4 (68,42 s) | 12 (68,42 s)  |
| 8      | Pius Schwizer                | Quidam du Vivier und Toulago      | 41         | 26            | 67                         | 4                                  | 4             | 4 (69,97 s) | 12 (69,97 s)  |
| 9      | McLain Ward                  | Carlos Z und Rothchild            | 26         | 23            | 49                         | 13                                 | 0             | 4           | 17            |
| 10     | Charlie Jayne                | Chill R Z                         | 14         | 34            | 48                         | 14                                 | 8             | 1           | 23            |
| 11     | Michael Whitaker             | Viking                            | 25         | 21            | 46                         | 15                                 | 5             | 4 (71,59 s) | 24 (71,59 s)  |
| 12     | Abdelkebir Ouaddar           | Quickly de Kreisker               | 36         | 7             | 43                         | 16                                 | 4             | 4 (71,76 s) | 24 (71,76 s)  |
| 13     | Edwina Tops-Alexander        | Old Chap Tame und Ego van Orti    | 18         | 30            | 48                         | 14                                 | 9             | 1 (73,12 s) | 24 (73,12 s)  |
| 14     | Christian Ahlmann            | Aragon Z                          | 32         | 33            | 65                         | 5                                  | 12            | 8 (68,91 s) | 25 (68,91 s)  |
| 15     | Katherine Dinan              | Nougat du Vallet                  | 17         | 24            | 41                         | 17                                 | 0             | 8 (71,28 s) | 25 (71,28 s)  |
| 16     | Leslie Burr-Howard           | Tic Tac                           | 27         | 28            | 55                         | 10                                 | 9             | 8           | 27            |
| 17     | Lucy Davis                   | Barron                            | 10         | 16            | 26                         | 25                                 | 4             | 0           | 29            |
| 18     | Nayel Nassar                 | Lordan                            | 12         | 18            | 30                         | 23                                 | 0             | 8           | 31            |
| 19     | Kristaps Neretnieks          | Caramsin und Conte Bellini        | 3          | 22            | 25                         | 25                                 | 4             | 8           | 37            |
| 20     | Charlie Jacobs               | Flaming Star                      | 20         | 6             | 26                         | 25                                 | 4             | 13          | 42            |
| 21     | Kevin Staut                  | Silvana                           | 24         | 20            | 44                         | 16                                 | 8             | DNS         |               |
| 22     | Camal Rəhimov                | Warrior                           | 21         | 12            | 33                         | 21                                 | 5             | DNS         |               |
| 23     | Yuri Mansur Guerios          | Amor und First Devision           | 7          | 27            | 34                         | 21                                 | 9             |             | (30)          |
| 23     | Simon Delestre               | Napoli du Ry und Valentino Velvet | 22         | 19            | 41                         | 17                                 | 13            |             | (30)          |
| 23     | Luciana Diniz                | Fit For Fun                       | 28         | 13            | 41                         | 17                                 | 13            |             | (30)          |
| 26     | Lars Nieberg                 | Leonie W                          | 11         | 25            | 36                         | 20                                 | 13            |             | (33)          |
| 27     | Malin Baryard-Johnsson       | Tornesch                          | 15         | 14            | 29                         | 23                                 | RET           |             |               |
| 28     | Patrice Delaveau             | Lacrimoso                         | 39         | 36            | 75                         | 0                                  | DNS           |             |               |
| 29     | Kent Farrington              | Blue Angel und Voyeur             | 23         | 41            | 64                         | 6                                  | DNS           |             |               |
| 30     | Billy Twomey                 | Tinka's Serenade                  | 33         | 10            | 43                         | 16                                 | DNS           |             |               |
| 31     | Jamie Kermond                | Quite Cassini                     | 19         | 4             | 23                         |                                    |               |             |               |
| 32     | François Mathy Jr            | Polinska des Isles                | 4          | 17            | 21                         |                                    |               |             |               |
| 32     | Ashlee Bond-Clarke           | Chela                             | 13         | 8             | 21                         |                                    |               |             |               |
| 34     | Hamad Ali Mohamed Al Attiyah | Ultimo und Bella Donna            | 5          | 15            | 20                         |                                    |               |             |               |
| 34     | Saer Coulter                 | Springtime                        | 9          | 11            | 20                         |                                    |               |             |               |
| 36     | Nicola Philippaerts          | Donatella-N                       | 16         | 0 (ELI)       | 16                         |                                    |               |             |               |
| 37     | Jenni Martin-McAllister      | Casseur de Prix                   | 6          | 9             | 15                         |                                    |               |             |               |
| 38     | Natalia Simonia              | Kilar                             | 8          | 5             | 13                         |                                    |               |             |               |
| 39     | Abdullah Sharbatly           | Andrea                            | 2          | DNS           |                            |                                    |               |             |               |
| 40     | Andrius Petrovas             | Complemento                       | 0 (ELI)    |               |                            |                                    |               |             |               |

ELI = ausgeschieden
DNS = nicht gestartet
RET = aufgegeben / verzichtet

#### Weitere Prüfungen
Außerhalb der Weltcupwertung wurde ein Rahmenturnier durchgeführt. Dieses war in zwei Prüfungstouren geteilt, ein CSI 2* und ein CSI 3* mit jeweils einem Großen Preis zum Abschluss.

##### CSI3*: Großer Preis der Airbus Group
Den Höhepunkt des Rahmenturniers bildete am Sonntagabend der Große Preis der Airbus Group, der mit 100.000 Euro dotiert war. Diese Prüfung war als Springprüfung mit einmaligem Stechen mit Hindernissen bis zu einer Höhe von 1,60 Meter ausgeschrieben.
Neben seinem zweiten Platz in der Weltcupfinalwertung sicherte sich Ludger Beerbaum mit Chaman den Sieg im CSI 3*-Großen Preis. Bereits beim Weltcupfinale des Vorjahres in Göteborg hatten Beerbaum und sein Hengst Chaman den Großen Preis des Rahmenturniers gewonnen.
Ergebnis:
|               | Reiter             | Pferd     | 1. Umlauf | 1. Umlauf     | Stechen  | Stechen |
| Straf- punkte | Reiter             | Pferd     | Zeit (s)  | Straf- punkte | Zeit (s) |         |
| ------------- | ------------------ | --------- | --------- | ------------- | -------- | ------- |
| 1             | Ludger Beerbaum    | Chaman    | 0         | -             | 0        | 31,54   |
| 2             | Michael Whitaker   | Amai      | 0         | -             | 0        | 32,11   |
| 3             | Eugenie Angot      | Davendy S | 0         | -             | 0        | 32,78   |
| 4             | Kevin Staut        | Oh d'Eole | 0         | -             | 0        | 32,91   |
| 5             | Ashlee Bond-Clarke | Agrostar  | 0         | -             | 0        | 33,19   |

(beste 5 von 39 Teilnehmern)

##### CSI2*: Großer Preis von CWD
Der zweite Große Preis des Rahmenturniers wurde am Montagmorgen ab 9:30 Uhr durchgeführt. Der Große Preis des CSI 2* wurde vom Sattelfabrikanten CWD gesponsert und verfügte über eine Dotierung von rund 24.000 Euro. Es handelte sich um eine Springprüfung mit einmaligem Stechen mit Hindernissen bis zu einer Höhe von 1,45 Meter.
Das Starterfeld des CSI 2*-Turniers bestand hauptsächlich aus französischen Reitern, diese dominierten auch den Großen Preis.
Ergebnis:
|               | Reiter               | Pferd                 | 1. Umlauf | 1. Umlauf     | Stechen  | Stechen |
| Straf- punkte | Reiter               | Pferd                 | Zeit (s)  | Straf- punkte | Zeit (s) |         |
| ------------- | -------------------- | --------------------- | --------- | ------------- | -------- | ------- |
| 1             | Thomas Leveque       | Quaprice de l'Etivant | 0         | -             | 0        | 33,76   |
| 2             | Clement Frerejacques | Calypso du Loing      | 0         | -             | 0        | 33,78   |
| 3             | Laurent Guillet      | Casilias Z            | 0         | -             | 0        | 36,52   |

(beste 5 von 50 Teilnehmern)

## Medien
Die FEI übertrug die Weltcupfinale beider Disziplinen kostenpflichtig über ihr Internet-Portal FEI TV. Der paneuropäische TV-Sender Eurosport zeigte am Abend des letzten Turniertages eine 90-minütige Aufzeichnung des Springreit-Weltcupfinals. Eine einstündige Zusammenfassung vom Finale der Dressurreiter übertrug Eurosport am 7. Mai 2014.
In der Schweiz übertrug SRF info etwa eine Stunde live vom zweiten Umlauf der letzten Teilprüfung des Finals der Springreiter.